# Belcastel (Aveyron)
Belcastel je francouzská obec v departementu Aveyron v Midi-Pyrénées. Patří mezi tzv. Nejkrásnější vesnice Francie.

## Geografie
Obec leží v údolí vytvořeném řekou Aveyron.

## Památky
- hrad Belcastel

## Vývoj počtu obyvatel
Počet obyvatel